# Тім Гарсія
Тім Гарсія (англ. Tim Garcia; нар. 28 грудня 1955) — колишній американський тенісист.
Найвищим досягненням на турнірах Великого шолома було 2 коло в парному розряді.

## Титули на челленджерах

### Парний розряд: (1)
| Рік  | Турнір             | Покриття | Партнер     | Суперники                     | Рахунок  |
| ---- | ------------------ | -------- | ----------- | ----------------------------- | -------- |
| 1981 | Барселона, Іспанія | Ґрунт    | Брюс Ніколз | Джанні Маркетті Енцо Ваттуоне | 6–4, 6–4 |